# École des hautes études en sciences sociales
École des hautes études en sciences sociales (EHESS), är en fransk samhällsvetenskaplig fackhögskola. Skolan grundades som en egen institution 1975, men verksamheten går tillbaka till den samhällsvetenskapliga fakultet vid École pratique des hautes études som upprättades under Lucien Febvres ledning 1947. Huvudsätet ligger i centrala Paris, men det finns lokalavdelningar i Marseille, Lyon och Toulouse. Skolan räknas som ett av Frankrikes grands établissements.

## Divisioner
Skolans organisation är indelad i fyra specialiserade divisioner, samt en division för övrigt.
- Historia (franska: histoire)
- Sociologi, psykologi, socialantropologi (franska: sociologie, psychologie, anthropologie sociale)
- Kulturområden (franska: aires culturelles)
- Nationalekonomi och matematiska metoder (franska: économie et méthodes mathématiques)

## Nationalekonomi
Fram till 2006 bedrevs både nationalekonomisk forskning och utbildning självständigt vid skolan, men under Thomas Pikettys ledning integrerades forskning och utbildning på postgraduate-nivå med motsvarande verksamheter vid bland annat École normale supérieure och Centre national de la recherche scientifique för att bilda École d'économie de Paris (PSE, engelska: Paris School of Economics). Detta innebär att endast utbildningen på grundnivå inom nationalekonomi sköts helt självständigt vid EHESS, medan forskning samt utbildning på avancerad och doktorandnivå sker i samarbete med andra universitet och institutioner inom PSE.